# Молоточек (анатомия)
Молото́чек (с лат. — «malleus») — в анатомии — слуховая косточка среднего уха. Примыкая к барабанной перепонке, передаёт от неё звуковые колебания другим косточкам — наковальне и стремени.
Молоточек гомологичен сочленовной кости (лат. os articulare) первичной нижней челюсти рептилий; трансформация сочленовной кости в молоточек произошла в процессе эволюционного развития слуховых косточек млекопитающих, по мере которого сочленовная кость потеряла свою первичную функцию и переместилась в полость среднего уха.